# Nucli antic de Colomers
El Nucli antic de Colomers és una obra de Colomers (Baix Empordà) inclosa a l'Inventari del Patrimoni Arquitectònic de Catalunya.

## Descripció

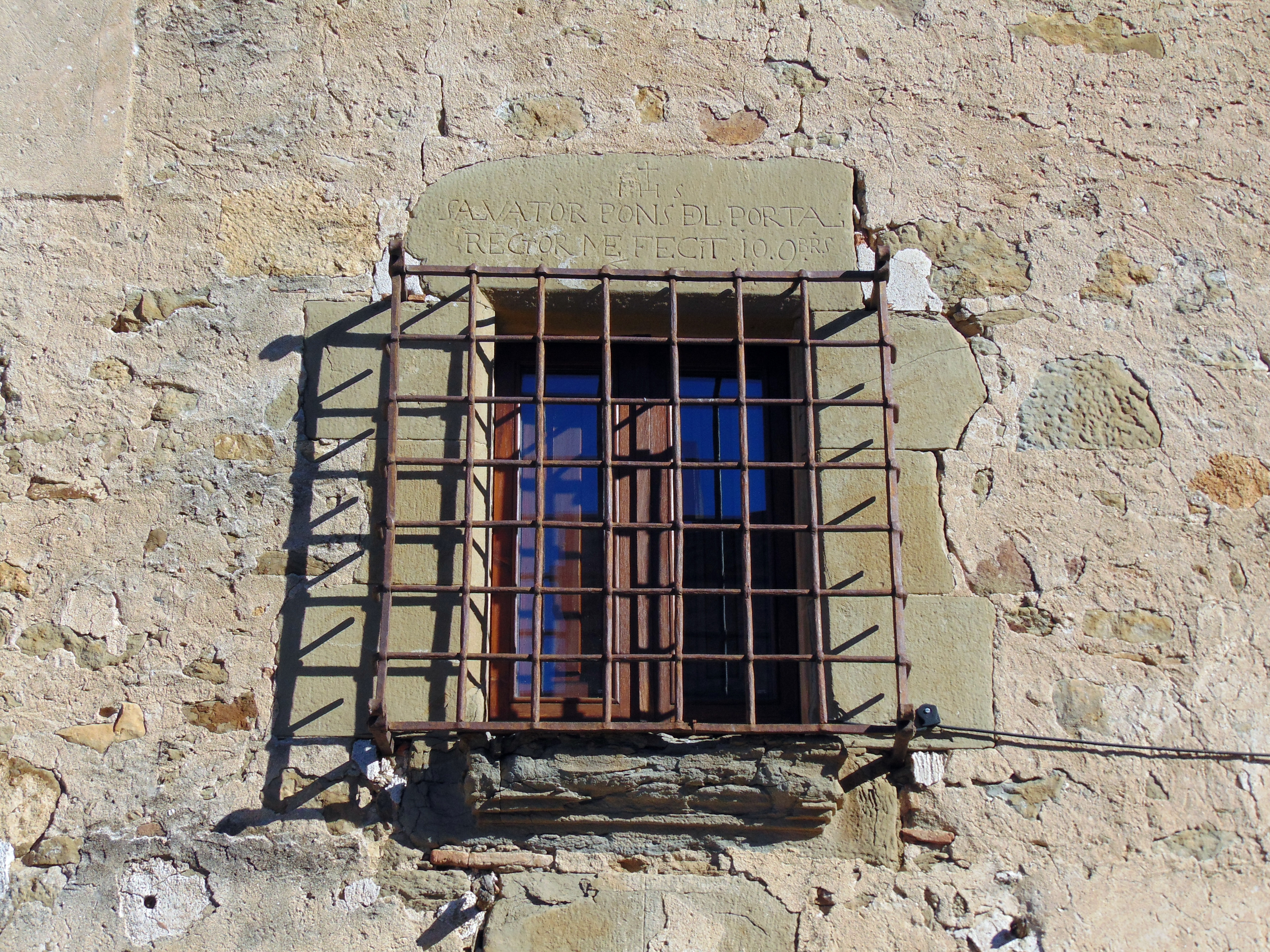

El conjunt de cases que formen el barri antic de Colomers està situat al costat de l'església, principalment per la seva part nord. Es tracta, en general, d'edificis entre mitgeres, de planta baixa, pis i golfes, amb aparell de pedra i coberta de teula. Presenten tipologia rural, i són interessants en tant que constitueixen un conjunt arquitectònic de tipus harmònic. Algunes llindes de portes i finestres són interessants per les seves inscripcions de dades i per la seva decoració. En aquest sentit cal esmentar la llinda de la finestra renaixentista del c. Major, on apareix un relleu amb les eines de ferrer.

## Història
El barri més antic de Colomers conserva en els seus edificis incripcions diverses que permeten datar-los principalment entre els segles xvi i xviii.